# 보이치에흐 자렘바
보이치에흐 자렘바(폴란드어: Wojciech Zaremba, 1988년 11월 30일 ~)는 폴란드의 컴퓨터 과학자이자 오픈AI(2016년~현재)의 창립 멤버이다. 초기에 오픈AI의 로봇 공학 연구를 주도했으며, 특히 루빅스 큐브를 풀 수 있는 로봇팔을 개발했다. 2020년 팀이 해체된 후, 그는 오픈AI의 GPT 모델, 깃허브 코파일럿, 코덱스 개발 팀을 이끌기 시작했다.

## 수상
- 2017년 포브스지 폴란드판 선정, 가장 영향력 있는 폴란드 30세 이하 인물 중 한 명으로 선정[2]
- 2015년 구글 펠로우십 수상자[3]
- 제48회 베트남 국제수학올림피아드 은메달